# Die shrink
O termo die shrink (às vezes chamado de optical shrink ou process shrink) refere-se simplesmente à miniaturização dos dispositivos semicondutores, principalmente os transistores. O ato de encolher um die é criar um circuito aparentemente idêntico utilizando um processo de fabricação avançado, geralmente envolvendo um processo de nó litográfico. Isto reduz os custos globais de uma companhia de chip - como a ausência de grandes alterações na arquitetura do processador, diminuindo custos de pesquisa e desenvolvimento – enquanto que ao mesmo tempo permite que mais microcircuitos sejam construídos no mesmo wafer de silício, o que resulta num menor custo por produto vendido. 

## Detalhes
Die shrinks são populares entre companhias de semicondutores – como Intel, AMD (incluindo a ex-ATI), NVIDIA e Samsung. Por exemplo, na década de 2000, os processadores Cedar Mill Pentium 4 (foi de 90 nm CMOS para 65 nm CMOS) e Penryn Core 2 (de 65 nm CMOS para 45 nm CMOS), o processador Brisbane Athlon 64 X2 (foi de 90 nm SOI para 65 nm SOI) e dentre várias gerações de GPUs de ambas ATI e NVIDIA. Em Janeiro de 2010, a Intel lançou os processadores Clarkdale Core i5 e Core i7 fabricados com o processo de 32 nm, abaixo dos 45 nm usados nas antigas iterações do processador de microarquitetura Nehalem.
Die shrink é vantajoso para o usuário final pois o encolhimento do die reduz a corrente utilizada por outro transistor, mudando de on ou off nos dispositivos semicondutores enquanto mantém a mesma frequência de clock no chip, tornando um produto com menos consumo de energia (e, portanto, menos produção de calor), aumentando a taxa do clock e diminuindo o preço.

## Half-shrink
Na fabricação de CPUs, um die shrink sempre envolve um avançado processo de nó litográfico, conforme definido pela ITRS (veja a lista à direita). Para a fabricação de GPU e SoC, o die shrink geralmente envolve frequentemente no encolhimento do die. Para instâncias de 150 nm, 110 nm, 80 nm, 55 nm, 40 nm e mais recentemente 28 nm (o half-node subsequente esperado é 20 nm), muitas vezes são referidos como “half-node”. Esta é uma medida definida pela ITRS entre dois nós litográficos (assim chamado de “half-node shrink”).
| Main ITRS node | Stopgap half-node |
| -------------- | ----------------- |
| 250 nm         | 220 nm            |
| 180 nm         | 150 nm            |
| 130 nm         | 110 nm            |
| 90 nm          | 80 nm             |
| 65 nm          | 55 nm             |
| 45 nm          | 40 nm             |
| 32 nm          | 28 nm             |
| 22 nm          | 20 nm             |
| 16 nm          | 14 nm             |
| 11 nm          | 10 nm             |